# Balthazar Embriaco

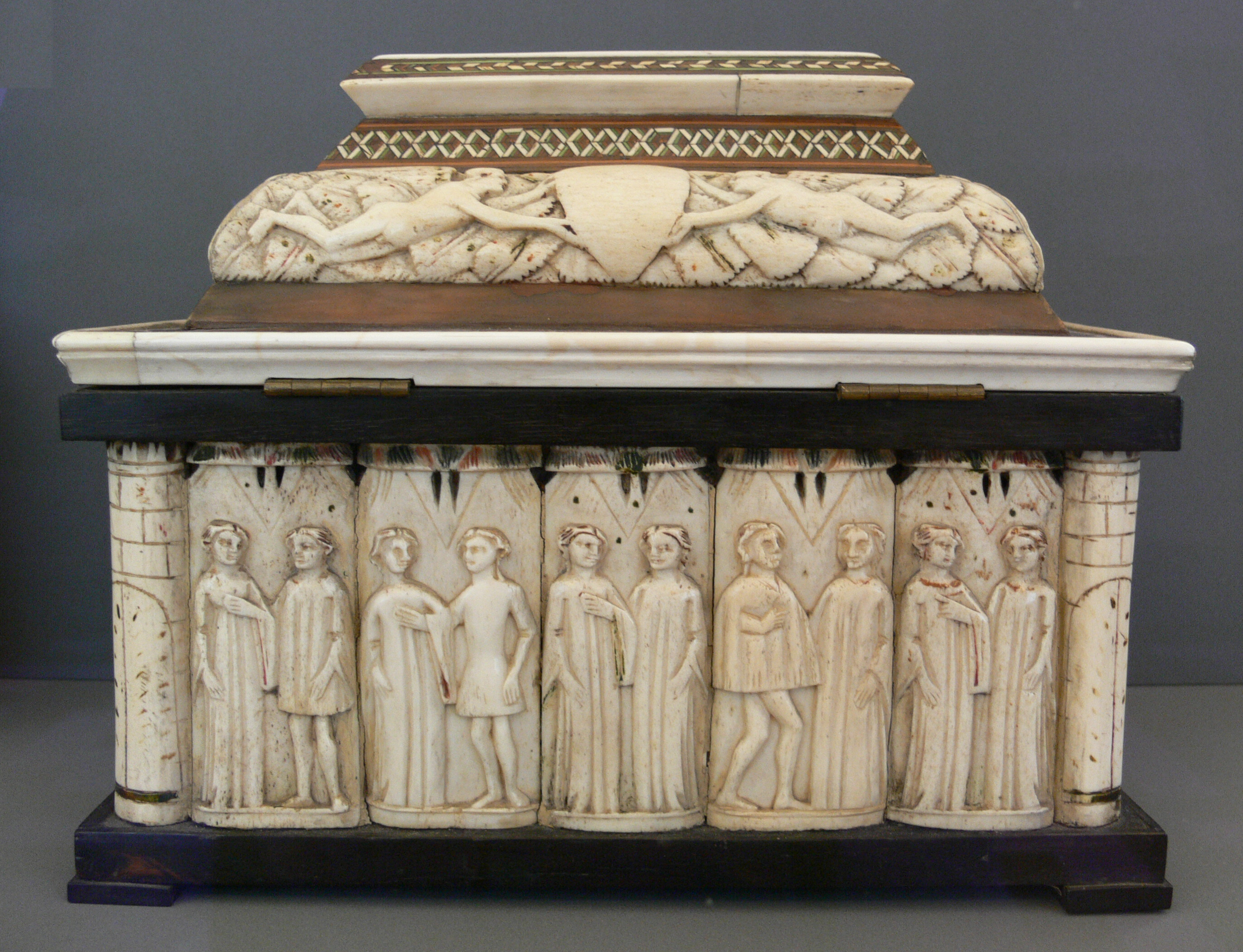
Huwelijkskistje met liefdesparen, Bode-Museum, Berlijn

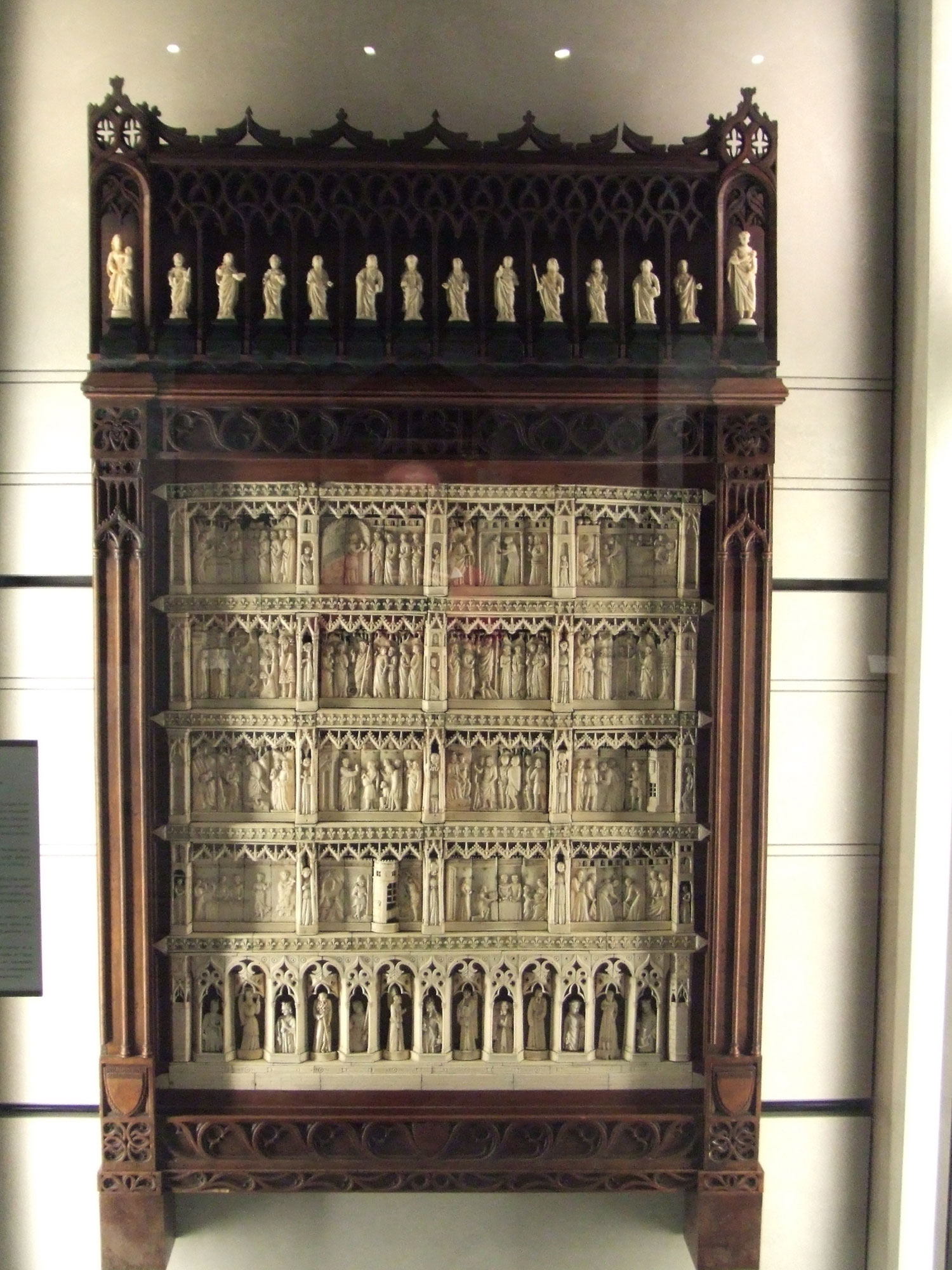
Paneel in het Musée des Beaux-Arts de Lyon

Balthazar Embriaco, ook wel Balthazar Embriachi, in het Italiaans Baldassare degli Embriachi (Florence, ? -?) was een Italiaanse ivoorbewerker van de Florentijnse school tijdens de  Italiaanse renaissance aan het eind van de 14e en het begin van de 15e eeuw.

## Biografie
Het door hem geleide familie-atelier in Florence heeft tussen 1393 en 1433 veel kunstwerken voor de eredienst vervaardigd (vaak met voorstellingen uit het leven van Christus) maar ook kunst voor seculier gebruik. Later werd in Venetië een werkplaats geopend, geleid door de Florentijnse beeldhouwer Giovanni di Jacopo, om te concurreren met de ateliers in Parijs en om de groeiende markt, die van de Italiaanse en Europese burgerij vormde, beter te bedienen. Uit kostenbesparing werd been en hoorn gebruikt in plaats van ivoor, gevat in een frame van ingelegd hout, met een houten console.

## Werken
- Huisaltaar van de hertoginnen van Bourgondië (voor 1393), retabel met apostelfiguren, voor het Kartuizerklooster van Champmol, opgenomen in het Musée National du Moyen Age in Parijs.
- Polyptyque met 94 beeldjes vanen ivoor en 66 scènes uit het Oude en het Nieuwe Testament, waaraan 40 jaar gewerkt is, voor het Kartuizerklooster van Pavia in Italië.
- Vergulde spiegel, Museum Horne, Florence
- Retabel van Poissy (1400), gemaakt op bestelling van Jean de Berry voor de abdij van Poissy, opgenomen in het Louvre, Parijs.
- Retabel (eind 15e eeuw), in het Metropolitan Museum of Art, New York
- Geïllustreerd huwelijkskistje met de  Histoire de Pâris
- Huwelijkskistje, Bode-Museum, Berlijn
- Paneel in het Musée des Beaux-Arts de Lyon (onderste deel later toegevoegd en niet uit het atelier van Embriachi